# Gisela Schäfer

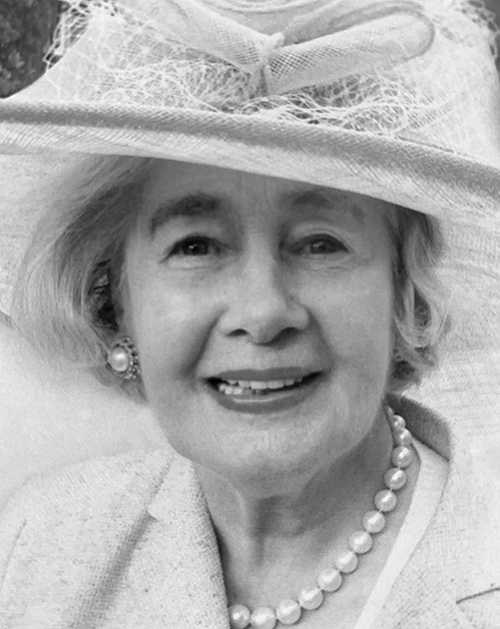
Gisela Schäfer geb. Rausch 2013

Gisela Schäfer geb. Rausch (* 23. Juli 1924 in Düsseldorf; † 23. März 2021 ebenda) war eine deutsche Internistin und Gründerin der Robert-Schumann-Gesellschaft Düsseldorf.

## Leben und Wirken
Gisela Schäfer, geb. Rausch, wurde am 23. Juli 1924 in Düsseldorf in der Bilker Straße geboren. Sie besuchte die Mädchenschule St.-Ursula-Gymnasium in Düsseldorf, zum Gottesdienste ging sie in die St. Maximilian Kirche. Ihren ersten Kontakt mit klassischer Musik bekam Gisela beim Klavierunterricht. Ihr Lehrmeister Hubert  Flohr, der bei Emil von Sauer studiert hatte, spürte ihre Begeisterung. Im Haus Bilker Straße Nr. 7, dem heutigen Palais Wittgenstein, kam sie durch den Besitzer, den Weinhändler Arthur Hauth, in Berührung mit historischer Kunst der Kölner Malerschule und anderen Großen Meistern, wie Lucas Cranach der Ältere, Anthonis van Dyck, El Greco und Max Clarenbach. Hauth war ein Liebhaber alter Kunstwerke und hatte seine Sammlung für Besucher geöffnet.
Schäfer studierte an den Universitäten in Marburg, Düsseldorf und Bonn wie ihre Vorfahren im Fach Medizin und belegte weitere Studienfächer, wie Kunstgeschichte, Philosophie, Religionsgeschichte und Musikwissenschaften. Sie promovierte zum Doktor der Medizin und praktizierte als Fachärztin für Innere Medizin an der 1. Medizinischen Klinik der Universität, dem heutigen Universitätsklinikum Düsseldorf (UKD).
Als sie nach ihren Studiengängen 1957 nach Düsseldorf zurückkehrte, hatte Alfred Schmela eine erste Galerie für zeitgenössische Kunst, unweit der Bilker Straße, in der Hunsrückstraße eröffnet. Ihre Freunde Eva Aeppli und deren Mann Jean Tinguely stellten dort aus sowie Heinz Mack von der Gruppe ZERO. Gemeinsam traf man sich öfter in der Künstlerkneipe „Fattys Atelier“. Die klassische Musik blieb aber immer ihre große Leidenschaft. Der entscheidender Impuls, war die Musik und Geschichte von Robert Schumann, seiner Frau Clara und den Kindern, die in der Bilker Straße 15 wohnhaft gewesen waren. Schon früh hatte sie Stücke von ihm einstudiert. Die Intensität, mit der sie sich für Schumanns Musik interessierte, und der Gedanke, selbst ein Schumann-Fest auszurichten, nahmen Ende der 1970er Jahre großen Raum in ihren Vorstellungen ein. Gisela Schäfer besprach die Ideen unter anderem mit ihren Musik- und Schumannfreunden, wie Daniel Barenboim, Leonard Bernstein, Claudio  Arrau, Dietrich Fischer-Dieskau, Vladimir Ashkenazy, Martha Argerich und Wolfgang Sawallisch.
Auf ihre Initiative wurde am 20. März 1979 die Robert-Schumann-Gesellschaft e. V. in Düsseldorf gegründet. Im Palais Wittgenstein fand die festliche Gründungsveranstaltung statt. Die Pianistin Shoko Sugitani am Klavier sorgte für den musikalischen Ramen. Frau Schäfer formulierte das Ziel der neuen Gesellschaft mit den Worten: „Zur künstlerischen und wissenschaftlichen Pflege des musikalischen Erbes von Robert Schumann und seiner Zeit.“ Die Geschäftsstelle der Robert-Schumann-Gesellschaft befand sich von 1979 bis 2002 in der Bilker Straße 6 (heute ein Denkmal, Liste der Baudenkmäler in der Carlstadt (Düsseldorf)). Von 1986 bis 2002 war hier auch der Sitz der Robert-Schumann-Forschungsstelle.

„In der Bilker Straße lebt Robert Schumann weiter.“

Gemeinsam mit Julius Alf, Günther Schneider-Schott, Herbert Zapp, Werner Runge, Johannes Völling, Dietrich Fischer-Dieskau, Günther Henle und Akio Mayeda konnte sie ihr Vorhaben umsetzen. Die Gesellschaft hatte 2021 rund 200 Mitglieder. Die von der Robert-Schumann-Gesellschaft (Redaktion: Irmgard Knechtges-Obrecht) herausgegebene, heute im Shaker Verlag Düren erscheinende Zeitschrift Correspondenz (Heft Nr. 43 / Febr. 2021) wurde von Frau Schäfer 1980 als Mitteilungsblatt des Vereins begründet und anfangs auch redaktionell betreut. Am 9. bis 28. Juni 1981 war es so weit, Frau Schäfer erfüllte sich ihren lang gehegten Traum, sie hatte das 1. Internationale Schumannfest Düsseldorf ins Leben gerufen, was bis heute Bestand hat. Durch ihr Engagement wurde 1986 die Robert-Schumann-Forschungsstelle e. V. in Düsseldorf gegründet. Die Stelle übernahm die Edition der Neuen Robert-Schumann-Gesamtausgabe bis einschließlich 2020.
Gisela übernahm die ehrenvolle Aufgabe und ernannte in ihrer Zeit als Geschäftsführendes Vorstandsmitglied drei Ehrenmitglieder, 1983 Claudio Arrau, 1985 Dietrich Fischer-Dieskau und 1988 Wolfgang Sawallisch.
1992 erhielt Gisela Schäfer den Robert-Schumann-Preis der Stadt Zwickau. 1994 fand erstmals der von ihr ins Leben gerufene 1. Internationale Concours Clara Schumann für Klavier in Düsseldorf statt. Für den Wettbewerb konnte sie namhafte Pianisten und Pianistinnen gewinnen, wie Anna Gourari, Lev Vinocour und Aleksey Botvinov. Der damalige Ministerpräsident von Nordrhein-Westfalen Johannes Rau übernahm die Schirmherrschaft. Mit ihrer Starbesetzung der Jury konnte der Wettbewerb internationale Aufmerksamkeit erlangen. Hier gewann sie die Jurorinnen und Juroren Martha Argerich, Maria Tipo, Vladimir Ashkenazy, Alexis Weissenberg und den Musikkritiker Joachim Kaiser. Im Andenken an das erste Ehrenmitglied der Schumann-Gesellschaft, den Pianisten Claudio Arrau, schuf sie die „Arrau-Medaille“, die an Pianisten erstmals am 9. Juni 1994 vergeben wurde. András Schiff bekam die erste Medaille nach einem Konzert übergeben, weitere Preisträger waren 1997 Martha Argerich und Murray Perahia im Jahre 2000. Die Medaille verlieh die Gesellschaft alle drei Jahre. Am 26. März 1999 erhielt sie das Verdienstkreuz am Bande des Verdienstorden der Bundesrepublik Deutschland für ihre langjährige kulturelle Tätigkeit für die Stadt Düsseldorf als Robert-Schumann-Stadt aus den Händen der Düsseldorfer Oberbürgermeisterin Marlies Smeets.

„Mein Wunsch zum Abschluss: Ich würde mich freuen, wenn sich junge Menschen wieder mehr für die Schönheit und den Wert der klassischen Musik interessieren und begeistern könnten. Mit reißerischen »Musik Events« und »cross-over-Konzerten« ist das sicher nicht zu erreichen. Es bedarf einer frühzeitigen und klugen Hinführung der Jugend zu diesem Kulturerbe, auf das unser Land stolz sein darf.“

Bis zum Jahr 2000 leitete Frau Schäfer „mit großer Umsicht“ als Geschäftsführendes Vorstandsmitglied die Geschicke der Robert-Schumann-Gesellschaft.
Frau Gisela Schäfer verstarb am 23. März 2021 im 97. Lebensjahr. Ihr Grab befindet sich auf dem Südfriedhof in Düsseldorf.

## Auszeichnungen
- 1992: Robert-Schumann-Preis der Stadt Zwickau[7]
- 1999: Bundesverdienstkreuz am Bande